# DJ Die
Daniel Robert Kausman dit DJ Die, né le 13 octobre 1972 à Barnstaple (Devon), est un disc jockey et producteur de musique britannique, membre de Reprazent et de Breakbeat Era.

## Biographie
Né à Barnstaple, il déménage à Bristol en 1985 où il commence à fréquenter le monde de la musique électronique. En 1992, il rencontre Roni Size et collabora alors avec lui. Avec lui, il devient membre de Reprazent puis en 1998, aussi de Breakbeat Era et se spécialise dans la production. Il fonde alors Full Cycle Recordings et produit, entre autres, DJ Shadow et Towa Tei. Talkin' Loud, par ailleurs, produit son remix de Watching Windows de Reprazent.